# Lac Kolima
Pour les articles homonymes, voir Kolyma (homonymie).
Le Kolima est un lac situé à la limite de Pihtipudas et de Viitasaari en Finlande,,.

## Présentation
C'est un lac ouvert avec quelques îles. Près de la moitié du lac est protégé par le programme Natura 2000 en raison de ses bonnes conditions naturelles et hydrologiques.
L'aire protégée s'étend sur 47,7 km2, dont 3,9 km2 de terres.
Le lac est adapté pour le canoë, ainsi un itinéraire part de Pihtipudas et va vers le sud jusqu'aux rapides de Kärnänkoski.

## Hydrographie
Le lac Kolima fait partie du bassin de la Kymi.
Il reçoit son eau du lac Alvajärvi au nord et du lac Kolkku au nord-est et s'écoule vers le lac Kärnänjärvi au sud, d'où il traverse d'autres petits lacs jusqu'à Keitele,.